# Mohamed Bachar
Mohamed Bachar (11 giugno 1992) è un calciatore nigerino, difensore del Douanes Niamey e della nazionale nigerina.

## Caratteristiche tecniche
Gioca come terzino sinistro.

## Carriera

### Club
Inizia la carriera agonistica nel 2011 nel Douanes Niamey.

### Nazionale
Fa parte della nazionale del suo paese dal 2012. Viene selezionato per partecipare alla Coppa d'Africa 2013. Tra il 2012 ed il 2013 gioca complessivamente 12 partite in nazionale.